# Jan Wyka

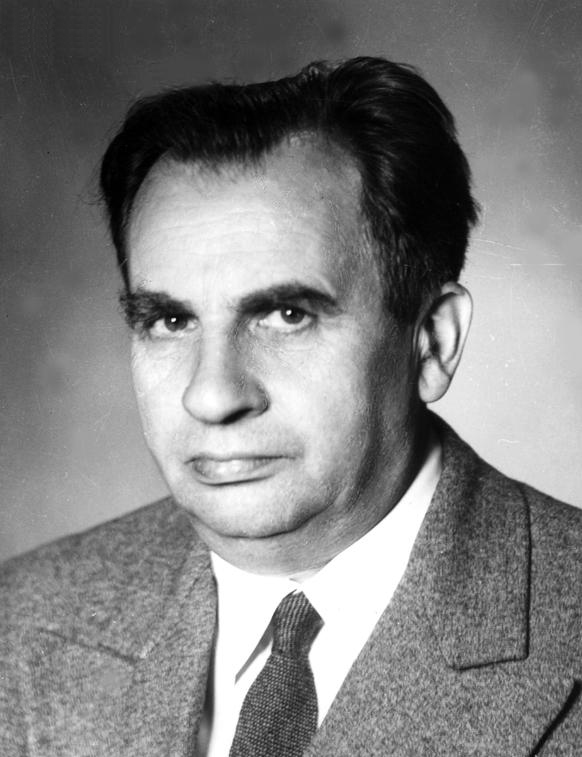
Jan Wyka

Jan Wyka (ur. 1 marca 1902 w Zaleszczykach, zm. 20 września 1992 w Warszawie) – polski poeta i prozaik, wieloletni działacz komunistyczny.

## Życiorys
Urodził się jako Leopold Weissman; początkowo uczył się w gimnazjum w rodzinnych Zaleszczykach, a w czasie I wojny światowej na kursach gimnazjalnych w Wiedniu. Po wojnie studiował na Wydziale Prawa Uniwersytetu Lwowskiego oraz na Wydziale Humanistycznym (polonistykę i germanistykę) Uniwersytetu Jagiellońskiego. Jako poeta debiutował na łamach prasy w 1926. W latach 1925–1927 pracował jako nauczyciel w szkołach średnich (m.in. w Przemyślu).
Był członkiem Komunistycznej Partii Zachodniej Ukrainy i Komunistycznej Partii Polski. W latach 1933–1935 był redaktorem czasopisma „Lewar”. W latach 1936–1939 uczestniczył w hiszpańskiej wojnie domowej służąc jako żołnierz w Brygadzie im. Dąbrowskiego, gdzie był też redaktorem pisma „Dąbrowszczak”.
W latach 1939–1940 służył w Polskich Siłach Zbrojnych, m.in. w 14. Brygadzie Kawalerii Pancernej w Glasgow; krótko podjął w Londynie studia hispanistyczne, a w latach 1942–1944 był leczony w szpitalu psychiatrycznym. Zdemobilizowany w roku 1944. Od 1945 był przedstawicielem Rządu Tymczasowego. W tym samym roku przeniósł się do Warszawy.
W latach 1945–1946 był redaktorem czasopisma „Chłopska Droga”. W latach 1946–1956 pracował w Wydziale Zagranicznym KC PZPR. Do roku 1958 członek Komisji Głównej sekcji dąbrowszczackiej w ZBoWiD oraz Zarządu Głównego Związku Literatów Polskich. Pochowany na warszawskim Cmentarzu Północnym.

## Twórczość wybrana
- Hiszpańska Warszawianka
- Szorstki wiersz
- Pieśń o Saragossie
- Gorzki owoc
- O północy
- Kompozycje rojeń
- Zapiski na karteluszkach
- Przywidzenia
- Szare i czerwone
- Hiszpańskie trasy
- Mity okrężne
- Wcielenia jednego płaszcza